# Всесоюзный институт журналистики
Всесоюзный Коммунистический институт журналистики имени «Правды» при ЦИК СССР — педагогическое высшее учебное заведение, существовавшее с 1921 по 1938 год. Первое журналистское учебное заведение в Советском союзе.

## Основная история
В 1921 году на базе Московской школы РОСТА созданной 15 сентября 1919 года был организован Московский институт красной журналистики,  с трёхгодичным сроком обучения (первый курс подготовительный и два специальных курса), основная задача которого состояла в подготовке журналистов из числа крестьянских и рабочих  корреспондентов. Первым ректором института был назначен К. П. Новицкий, под руководством которого был разработан проект Положения об институте и 1 марта 1921 года был утверждён Главпрофобром при Наркомпросе РСФСР. Управление институтом осуществлял ректор и Совет профессоров и преподавателей института, в Совет института так же входили представители Агитпропа и Центрального бюро секции работников печати ВЦСПС. 24 мая 1921 года был избран Президиум института в составе К. П. Новицкого (председатель) и Н. К. Иванова-Грамена (заместителя председателя). В сентября — октябре 1921 года был осуществлён первый набор студентов и 15 октября 1921 года состоялось открытие института, на котором присутствовал народный комиссар просвещения РСФСР А. В. Луначарский.
К 1922 году в штате института состояло сорок пять преподавателей. В ноябре этого года в институте был осуществлён первый выпуск, состоящий из тридцати человек, в их числе были литературоведы М. Б. Чарный и Л. И. Тимофеев. К 1922 — 1923 учебном году в институт было принято 147 студентов (на первом специальном курсе — 70, на подготовительном отделении — 77 человек). Общее количество студентов на  1923 —1924 учебный год составило — 194 человека. В новом Положении института за 1922 — 1923 учебный год было сказано что Московский институт журналистики является специальным учебным заведением созданным для: 1) разработки вопросов газетного дела и выработка новых форм печатной и устной пропаганды, 2) подготовки опытных газетных работников: литературных критиков, редакторов, заведующих редотделами, хроникёров и секретарей, выпускающих и прочих работников для советских и партийных журналов и газет, 3) инструктирование партийной и советской печати по вопросам газетного строительства. В структуру института были включены два учебных отделения: специальный (теоретические основы газетного дела, новые формы газеты, газетная информация и библиография, газетная техника, стенография, буржуазная и социалистическая печать Запада и Америки, история рабочей печати в России) и основной (общеобразовательные предметы: история России XIX и XX веков, основы научного социализма, история социализма, политико-экономическая география мира, политическая экономия). 
В 1923 году Постановлением Народного комиссариата просвещения РСФСР Московский институт журналистики был реорганизован в высшее учебное заведение — Государственный институт журналистики. С 1924 года институт был включён в общую систему коммунистических вузов. В 1924 году заместителем ректора К. П. Новицкого по учебной части становится И. Д. Удальцов. Профессорско-преподавательский состав института составил 150 человек. В институте преподавали такие педагоги как: В. С. Муралевич (основы современного естествознания), В. Н. Максимовский (исторический материализм), А. М. Васютинский (история Западной Европы XIX и XX веков),
С. С. Кривцов (политико-экономическая география мира), В. Л. Рогачевский (история русской литературы XIX и XX веков), А. В. Луначарский (искусство и марксизм), Ф. Ф. Аристов (востоковедение), В. М. Фриче (социальное искусство и литература XIX и XX веков), В. В. Максаков (газетная информация: теория и практика),
И. Н. Бороздин (история международных отношений), 
Н. К. Иванов-Грамен (теория публицистики), С. А. Пионтковский и В. Н. Сторожев (история России XX века), 
Д. А. Магеровский (государственное право РСФСР), М. И. Щелкунов (история и техника печатного дела), Э. М. Бескин (театроведение), Н. Л. Мещеряков (издательское дело, книгоиздательство, организация газетного издательства), А. С. Бубнов (история РКП в связи с историей революционного движения в России), Л. Я. Любимов (политическая экономия), К. П. Новицкий (основы газетного дела), А. Я. Цинговатов (теория поэзии и прозы)
В 1930 году Постановлением СНК СССР Государственный институт журналистики был переименован в Коммунистический институт журналистики имени «Правды». 11 ноября 1930 года Решением ЦК ВКП(б) институт начал готовить редакторов областных, краевых и республиканских газет, а так же крупных районных и городских газет. В структуре института были созданы пять общеинститутских кафедры: кафедра печати (техника газетного дела, основы газетного дела и публицистика), кафедра истории (история России и Запада, история развития общественных форм), кафедра партстроительства (партстроительство и история РКП(б)), кафедра естествознания (математика и естествознание) и кафедра экономики (политэкономия и экономическая география).
1 июня 1931 года Постановлением ЦК ВКП(б) Коммунистический институт журналистики имени «Правды» был преобразован во Всесоюзный Коммунистический институт журналистики имени «Правды» при ЦИК СССР и переведён в разряд коммунистических вузов всесоюзного значения. Основной задачей института являлась подготовка высококвалифицированных работников печати и переподготовку руководящих работников районных, областных и краевых газет. На 1932 год в штате института состояло 167 преподавательских кадров, из них: 52 профессора, 95 доцентов и 20 ассистентов.
16 апреля 1938 года Постановлением Президиума Верховного Совета СССР Всесоюзный Коммунистический институт журналистики имени «Правды»  был закрыт, а здание занимавшиеся до настоящего времени институтом по улице Кирова, 13 перешло в ведение ВЦСПС.

## Руководство
- Новицкий, Константин Петрович (1921—1924)
- Ржанов, Георгий Александрович (1924—1925)
- Канатчиков, Семён Иванович (1925)
- Муравейский, Сергей Дмитриевич (1925—1928)
- Розанов, Дмитрий Александрович (1928—1931)
- Олишев, Василий Григорьевич (1931—1934)
- Нодель, Вульф Абрамович (1934—1937)
- Виноградова, Ольга Ивановна (1937—1938)[2]

## Известные преподаватели
- Муралевич, Вячеслав Степанович
- Максимовский, Владимир Николаевич
- Васютинский, Алексей Макарович
- Кривцов, Степан Саввич
- Рогачевский, Василий Львович
- Удальцов, Иван Дмитриевич
- Луначарский, Анатолий Васильевич
- Аристов, Фёдор Фёдорович
- Фриче, Владимир Максимович
- Максаков, Владимир Васильевич
- Бороздин, Илья Николаевич
- Иванов-Грамен, Николай Константинович
- Сторожев, Василий Николаевич
- Пионтковский, Сергей Андреевич
- Магеровский, Дмитрий Александрович
- Щелкунов, Михаил Ильич
- Бескин, Эммануил Мартынович
- Мещеряков, Николай Леонидович
- Бубнов, Андрей Сергеевич
- Любимов, Лев Яковлевич
- Новицкий, Константин Петрович
- Цинговатов, Алексей Яковлевич[2]